# Заполье (Волосовский район)
Запо́лье — деревня в Рабитицком сельском поселении Волосовского района Ленинградской области.

## История
Впервые упоминается в Писцовой книге Водской пятины 1500 года как деревня Заполье в Покровском Озерецком погосте.
На карте Ингерманландии А. И. Бергенгейма, составленной по шведским материалам 1676 года, упоминается как мыза Sapollio.
На шведской «Генеральной карте провинции Ингерманландии» 1704 года — как Sapolia.
Как деревня Саполия она обозначена на «Географическом чертеже Ижорской земли» Адриана Шонбека 1705 года.
На карте Санкт-Петербургской губернии Я. Ф. Шмидта 1770 года упоминаются две соседние деревни: Заполье и Озертицы.

ЗАПОЛЬЕ — деревня принадлежит Логиновой, подполковнице, число жителей по ревизии: 146 м. п., 126 ж. п. (1838 год)

Согласно карте Ф. Ф. Шуберта в 1844 году деревня Заполье насчитывала 40 крестьянских дворов.

ЗАПОЛЬЕ (ГРИЗОВО тож) — деревня господ Хитрово, по просёлочной дороге, число дворов — 49, число душ — 112 м. п. (1856 год)

ЗАПОЛЬЕ — деревня владельческая при речке Изварке, по просёлочной дороге от с. Рожествена к казённой Изварской лесной даче, число дворов — 42, число жителей: 107 м. п., 112 ж. п. (1862 год)

В 1868—1869 годах временнообязанные крестьяне деревни выкупили свои земельные наделы у К. П. Веймарн и стали собственниками земли.
- План деревни Заполье. 1885 год

В 1885 году деревня насчитывала 47 дворов.
В конце XIX — начале XX века Заполье административно относилось к Сосницкой волости 2-го стана Царскосельского уезда Санкт-Петербургской губернии.
К 1913 году количество дворов не изменилось.
С 1917 по 1923 год деревня Заполье входила в состав Запольского сельсовета Сосницкой волости Детскосельского уезда.
С 1923 года в составе Троцкого уезда.
Согласно данным переписи населения СССР 1926 года в деревне Заполье проживали 273 человека — все русские.
С 1927 года в составе Волосовского района.
- План деревни Заполье. 1930 год

Согласно топографической карте РККА 1930 года деревня насчитывала 66 дворов.
По данным 1933 года деревня Заполье являлась административным центром Запольского сельсовета Волосовского района, в который входили 6 населённых пунктов: деревни Заполье, Лемоши, Озертицы, посёлки Извара, Эстонское и хутор Лемоши, общей численностью населения 1303 человека.
По данным 1936 года в состав Запольского сельсовета входили 5 населённых пунктов, 278 хозяйств и 4 колхоза.
Деревня была освобождена от немецко-фашистских оккупантов 28 января 1944 года.
С 1954 года в составе Волосовского сельсовета.
С 1963 года в составе Кингисеппского района.
С 1965 года вновь в составе Волосовского района. В 1965 году население деревни Заполье составляло 223 человека.
По данным 1966 и 1973 годов деревня Заполье также находилась в составе Волосовского сельсовета.
По данным 1990 года деревня Заполье входила в состав Изварского сельсовета.
В 1997 году в деревне проживали 112 человек, в 2002 году — 136 человек (русские — 94 %), в 2007 году — 98.
В мае 2019 года Изварское сельское поселение вошло в состав в Рабитицкого сельского поселения.

## География
Деревня находится в восточной части района на автодороге 41К-013 (Жабино — Вересть).
Расстояние до административного центра поселения — 3 км.
Расстояние до ближайшей железнодорожной станции Волосово — 5 км.
В деревне находятся несколько мелких озёр.

## Демография
| 1862 | 2002 | 2007 | 2010 | 2017 |
| ---- | ---- | ---- | ---- | ---- |
| 219  | ↘136 | ↘98  | ↗149 | ↘139 |

### Национальный состав
Согласно данным Всероссийской переписи населения 2021 года в деревне проживали 159 человек, из них:
 русские — 157, азербайджанцы — 1, один человек национальность не указал.

## Инфраструктура
В деревне имеется один магазин.

## Достопримечательности
К достопримечательностям Заполья относится Запольское озеро и руинированная церковь в честь святых апостолов Петра и Павла.
- Церковь святых апостолов Петра и Павла. 2020 год

## Улицы
Луговая.